# Буто
Буто (яп. 舞 踏,  буто: ) - напрям сучасного  японського  танцю. Першу постановку в стилі буто в 1959 рік у здійснив Тацумі Хідзіката за романом  Юкіо Місіми «Заборонені барви». 

## Походження
Своїм виникненням Буто зобов'язаний діяльності колективу під керівництвом хореографа  Тацумі   Хідзіката, що почалася у 1961 році, що називався «Танець темряви» (яп. 暗 黒 舞 踏 派, Анкоку буто: ха). З наступного 1962 року, в спільній роботі декількох  авангардних японських груп почав формуватися специфічний стиль Буто, який об'єднав хореографів, музикантів, кінематографістів, фотографів і представників інших творчих професій. Незважаючи на те, що об'єднання розпалося після прощального виступу, що відбувся в липні 1966 року, власне хореографічна його складова на чолі з Хідзікатою продовжила активну діяльність, і не припинилася навіть після смерті свого засновника в 1986 році. Зараз цей напрямок сучасного танцю широко відомий насамперед під назвою «Буто», а не під початковим «анкоку-буто».

## Історія
У числі того, що зробило великий вплив на зародження Буто була німецька хореографія «Der Neue Tanz». Так, після проходження навчання в Німеччині в школі  танцю модерн Мері Вигман і повернення до Японії подружня пара Така Егуті і Соко Мія відкрили власну школу, куди поступив пізніше і став одним із засновників Буто,  Кадзуо   Воно. Прозаймавшись деякий час у Егуті і Мія, Воно, відчуваючи незадоволеність від панування в школі західноєвропейських хореографічних доктрин, покинув її в пошуках власного стилю. На противагу зверненим на піруетах, стрибках та інших прийомах в «світ небожителів» традиціях класичного балету, Воно став підкреслювати потойбіччя танцю, його спрямованість до підлоги і землі, кривоногості. Глибоко перейнявшись ідеями Воно, Хідзіката заснував групу «Анкоку-буто». На формування Буто також вплинула естетика дадаїзму, який в молодості знаходили для себе близьким і Воно, і Хідзіката.
Вступивши в танцювальний світ свого часу, Буто пройшов через багато суперечок. Завоювавши прихильність видних літераторів Японії тієї епохи (в їх числі Ікуя Като, Тацухіко Сібусава, Сюдзі Такігуті, Ютака Ханія і Юкіо Місіма) аж до того, що деякі з них особисто брали участь в постановках Тацумі Хідзікати, Буто проте залишався маргінальним феноменом для ортодоксальної хореографії, отримавши там статус  єресі і об'єкта глузувань, а для більшості глядачів звелося до набору стереотипів: поголені наголо люди, білий грим, оголені тіла, дикість, мутований в Японії вид танцю модерн  1960-х років, псевдо-мистецтво з елементарною технікою дилетантів. В останні роки, втім, Буто набув поширення і був високо оцінений насамперед в Західній Європі (під назвою «BUTOH»).

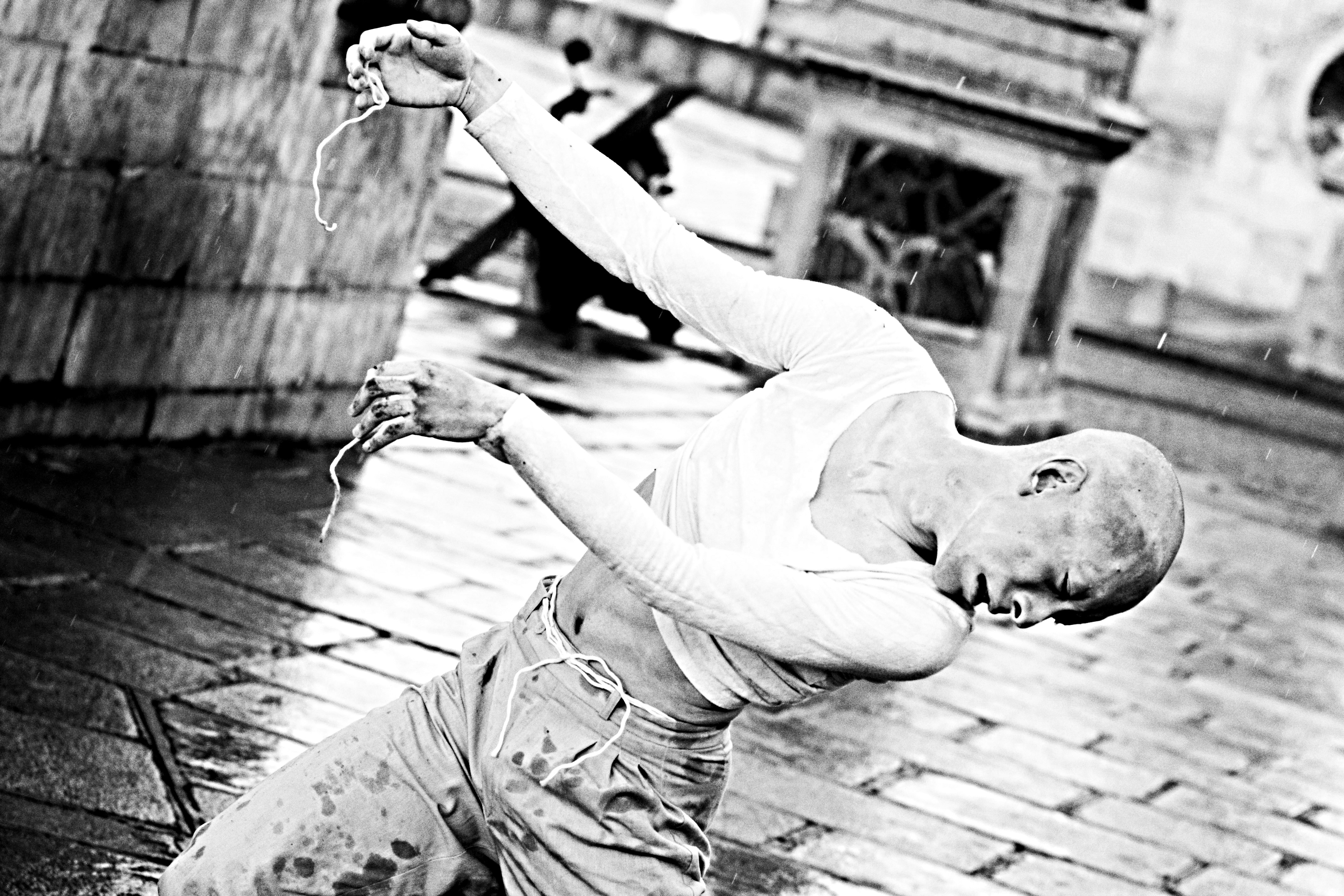
Танцор буто

## Зовнішній вигляд артистів буто
Стереотипне уявлення про зовнішній вигляд артистів Буто зводиться, як правило, до голеної голови і білого гриму.
Однак насправді ні те, ні інше не є в строгому сенсі обов'язковим. Можна навіть говорити про те, що Буто буде не меншою мірою самим собою, якщо актор одягне діловий костюм, а замість голеної голови зробить косий пробір. Істотним можна вважати лише те, якою мірою саме виконання відповідає філософії та естетиці Буто.

## Естетика і філософія Буто
Естетика Буто, що звертається до специфічно-японської тілесності кривих і коротких ніг і прагне повернутися в лоно японської ж традиції в дусі кагура, но і кабукі для того, щоб порвати з нав'язаною ззовні дихотомією центру і периферії, де під впливом сучасної західноєвропейської хореографії японському приділялося місце останнього. У буто немає стрибків, підскоків, обертань. Часом взагалі немає ніяких рухів - просте збереження положення, стійка або присед без жодного видимого наміру коли-небудь знову встати. Філософія Буто пов'язана з езотеричними напрямками буддизму , і істинний сенс танцю завжди буде прихований від непосвячених. Існує поширена думка, що неабиякий вплив на Буто зробили і наслідки атомних вибухів в Хіросімі і Нагасакі, але насправді це не так. Акцент в Буто зроблений на тілі як такому. Спотворена, розсіяна пластика, рухи, що нібито розпадаються в просторі - це основа техніки Буто. А в навмисній сповільненості, у внутрішній зосередженості і в спокійній споглядальності вгадуються давніші витоки, що йдуть від театру но і віршів хокку. Танцюрист Буто, як і старовинний японський поет, прагне до злиття з природою, апелюючи не до розуму, а до почуттів глядача. Своє тіло босоногі імпровізатори уподібнюють судині, яку треба спустошити, звільнити від всього особистого, щоб наповнити чимось чужим, стороннім, будь то  дух дерева, сухого листа або старої жінки. Краса тіла вже не має ніякого значення.
Таким чином, однією з плідними ідей, закладених в Буто, стало перевизначення танцю з простого мистецького руху до маніфестації відчуття сутності власного тіла. Тому ритм рухів в буто визначається не механічно, а відштовхуючись від певних слів і образів, представлених через новаторський підхід Хідзікати до нотації танцю, який отримав назву «буто-фу» (яп. 舞 踏 譜).
Можна навести такі приклади «буто-фу»: «Стань плаваючою у твоїй утробі камбалою», «Уяви, що твоя голова збільшилася в десять разів», «Виражай себе тільки так, як би ти йшов прямо по слову "ностальгія" »,« Ти, в оточенні повного складу сім'ї, дивишся на феєрверк» та ін. Нагадуючи використовувані в дзен-буддизмі  мондо, ці «буто-фу» служать для актора імпульсом до імпровізації рухів, своєю індивідуальністю визначаючи специфіку Буто як такого. Природно, що існуючі прийоми класичного балету, як втім і спортивної гімнастики, неприйнятні при реакції актора на «буто-фу», тому йому доводиться багато в чому йти навпомацки, створюючи танець. При цьому якийсь мінімум стандартизації все ж існує: відомо, що Хідзіката зібрав набір тілесних «відгуків» на певні слова. Важливо зауважити, що «нотація» буто не обмежується словесним описом, так як в цих цілях широко використовуються картини і будь-які об'єкти взагалі. Хідзіката особливо часто звертався до картин  Френсіса Бекона.
Специфічний метод, за допомогою якого Хідзіката намагався знайти синтез людського тіла і уяви, пізніше проник у багато елементів сучасної хореографії.

## Етапи еволюції Буто
- 'Класичне Буто (перше покоління)' 
  - Основні представники: Тацумі Хідзіката, Юкіо Вагур, трупи «Дайракудакан», «Хакутобо» і ін.
  - Відмінні риси: підкреслена анти-технічність і протест проти норм, гротеск, естетика Хідзіката.

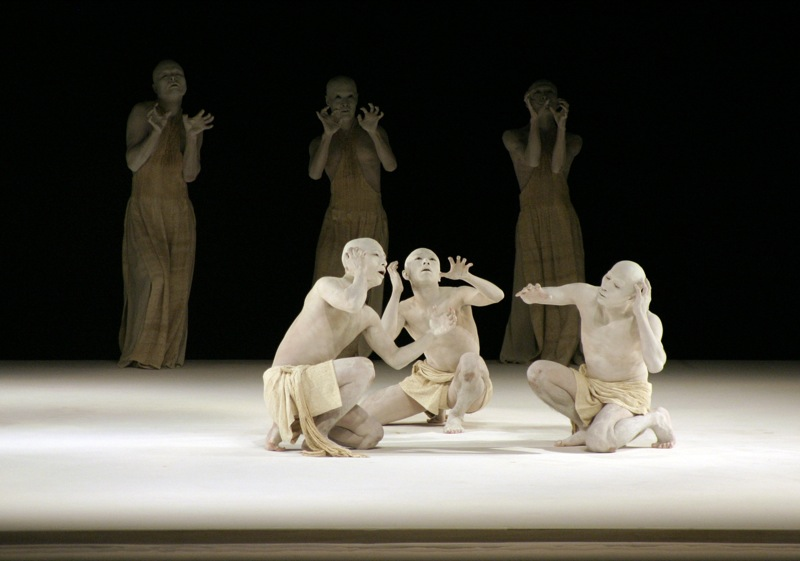
Буто

- 'Сучасне Буто (друге покоління)' 
  - Основні представники: трупи «Санкай Дзюку» (керівник Усіо Амагацу), «Бяккося» і ін.
  - Відмінні риси: позбавлення від специфічно японських рис, успадкованих від першого покоління через те, що ідеї Хідзіката про «японське тіло» привели до сприйняття Буто, як японської  екзотики, замість бажаного другим поколінням широкого поширення мистецтва Буто .
- 'Пост-модерністське Буто (третє покоління)' 
  - Основні представники: Сабуро Тесігавара, Сецуко Ямада, Кім Іто і ін.
  - Відмінні риси: поряд зі збереженням багатьох ідей Буто, присутні численні відхилення від «канону»; розглядається як одна з течій сучасного танцю.

Якщо перше і друге покоління акторів Буто використовували білий грим, то починаючи з третього - ця традиція була втрачена. При цьому, варто відзначити, що в  1980-х ще не знайшло свого стилю третє покоління, і деякий час, за традицією, користувалося білим гримом.
- 'Пост-буто (четверте покоління)' 
  - Основні представники: Юкіо Судзукі, Цуєси Сирай, Кая Охасі, трупи «SALVANILA», «Бівакей », театр ІнЖест та ін.
  - Відмінні риси: по суті являє собою сучасний танець, що сприйняв елементи «класичного» буто. Не можна однозначно провести чітку межу між четвертим і третім поколінням, проте власне Буто четвертого покоління назвати Буто вже складно.